# جون كاميرون (لاعب كرة قدم)
جون كاميرون (بالإنجليزية: John Cameron)‏ (13 أبريل 1872 في المملكة المتحدة - 20 أبريل 1935 بغلاسكو في المملكة المتحدة) هو مدرب كرة قدم ولاعب كرة قدم بريطاني (وحمل سابقاً جنسية المملكة المتحدة لبريطانيا العظمى وأيرلندا) في مركز الهجوم. شارك مع منتخب اسكتلندا لكرة القدم. أما مع النوادي، فقد لعب مع توتنهام هوتسبير ونادي إيفرتون وAyr Parkhouse F.C. ‏ ونادي كوينز بارك.

## وصلات خارجية
- جون كاميرون على موقع قاعدة بيانات كرة القدم.إي يو (الإنجليزية)